# Мартейнтьє Квік
Мартейнтьє Квік (нід. Martijntje Quik, 24 жовтня 1973) — нідерландська академічна веслувальниця.
Срібна призерка Олімпійських Ігор 2000 року в складі вісімки.